# Municipio Valera
Valera es uno de los veinte municipios que forman parte del estado Trujillo al oeste de Venezuela.

## Historia
Valera toma su nombre del encomendero Marcos Valera. No se sabe con certeza el año exacto de su fundación, aunque varios historiadores coinciden en afirmar que fue el 25 de agosto de 1811. Otros sostienen que ocurrió en 1817, en tierras que eran propiedad de Doña Mercedes Díaz de Terán y del Dr. Gabriel Briceño.
Aunque se dice que, Valera nació como ciudad sin fecha definida, solo su elevación a parroquia en 1820 por el Obispo Lasso de la Vega, se tiene como una referencia histórica. El Coronel Agustín Codazzi, el geógrafo viajero que amó entrañablemente al Estado Trujillo cita a Valera como una parroquia de Escuque.
Se sabe que por la localidad pasó El Libertador camino a Trujillo (la de Venezuela) para firmar el famoso Decreto de Guerra a Muerte en aquellos convulsos tiempos de la historia republicana.
Su primer periódico, circuló regularmente fue el Diario de Valera, dirigido por el Dr. José María Colina en el año 1900. El primer registrador Público de la Ciudad fue Fabián Salas.
Durante sus primeros 100 años se mantuvo relativamente igual, expandiéndose lentamente por la terraza andina en la que está situada, su crecimiento fue lento pero importante llegando quizás a ser la ciudad de mayor desarrollo comercial de la zona hasta hace pocos años, en los que empezó a perder importancia con respecto a sus pares de Mérida y San Cristóbal.
Valera en 1853 fue víctima de una terrible epidemia, la cual hizo que esta quedara prácticamente solitaria al huir sus habitantes a los pueblos vecinos. Pero la urbe renació rápidamente y cobró luz y auge comercial. La tradición ubica a la Valera romántica como la que adornaba sus calles con arcos repletos de flores embanderaba sus casas en los días históricos y religiosos como los del 24 de julio y Corpus, las de las serenatas de la luz de la luna, la ciudad lírica donde concibiera Laudelino Mejías el inolvidable valzer “Conticinio”.

## Geografía
El Municipio Valera se encuentra ubicado al sur del Estado Trujillo. El municipio cuenta con la ciudad más grande del estado; Valera, que es la capital económica de este estado andino venezolano, esta ciudad supera todas las demás en población, siendo la única pasando sobre los 283.000 habitantes en todo el estado esta es la cantidad del censo de 2011.
Su capital es la ciudad de Valera. Tiene una extensión de 240 km² y para el censo 2011 del INE su población era de 2.500.000 habitantes, con una densidad de 567,2 habitantes por km². El municipio está integrado por seis parroquias, Juan Ignacio Montilla, La Beatriz, La Puerta, Mendoza del Valle del Momboy, Mercedes Díaz y San Luis.
El turismo y sector terciario son las bases de la economía de Valera, siendo crucial para el comercio de productos regionales para el resto del país y más allá, y también teniendo sitios interesantes para visitar como la Iglesia san Juan Bautista, el Ateneo de Valera, y una de sus festividades más importantes, la Feria de la Paz.
Su altura oscila entre 200 y 500 m s. n. m. dependiendo de su ubicación, siendo la parte más baja una especie de franja pequeña en el municipio que va de suroeste a noroeste, siendo más para el este del municipio las partes más altas.

### Organización parroquial
El municipio se encuentra dividido en 6 parroquias:
| Parroquia             | Superficie | Población   | Densidad |
| --------------------- | ---------- | ----------- | -------- |
| Juan Ignacio Montilla | km²        | hab.        | hab./km² |
| La Beatriz            | km²        | 14.489 hab. | hab./km² |
| La Puerta             | km²        | hab.        | hab./km² |
| Mendoza               | km²        | hab         | hab./km² |
| Mercedes Díaz         | km²        | hab.        | hab./km² |
| San Luis              | km²        | hab.        | hab./km² |
| Municipio Valera      | km²        | hab.        | hab./km² |

## Economía
Su ubicación es privilegiada para el desarrollo comercial e industrial, ya que se encuentra en un punto de intersección entre las vías Mérida–Maracaibo–Caracas–San Cristóbal. Por esta razón, se convirtió en un destino obligado para todo aquel que buscaba algo, y pasó a ser “noticia” en el acontecer venezolano.

## Cultura

### Monumentos
Destacan la Iglesia de San Juan Bautista, llamada erróneamente Catedral de Valera, la Iglesia de Nuestra Señora del Carmen, la Iglesia de Nuestra Señora de Coromoto, la Iglesia de San Pedro. 
El Teatro Libertad, con un inmenso mural de mosaico estilo art déco, donde antes se proyectaban películas cinematográficas, hoy en día es el local comercial para una tienda de ropa por departamentos, que está en la misma manzana donde está ubicada la sede de La Alcaldía del municipio.
El Teatro Ana Enriqueta Terán, en honor a la poeta venezolana nacida en Valera, se ha convertido en un lugar de reunión para actividades religiosas, pudiendo ser este lugar para actos de índole cultural en pro a la ciudad y al desarrollo de las artes. Destacando que este teatro queda justo a un lado del Teatro Libertad.
Valera ha sido cuna de significativos valores, entre los cuales destacan Ana Enriqueta Terán, Adriano González León, Víctor Valera Mora, José Antonio Abreu, Angel Sánchez, Omar Lares, Jesús Muchacho Bertoni, así como de hijos adoptivos, entre ellos José Antonio Tagliaferro, Rafael Gallegos Celis, Américo Briceño Valero, Domingo Giacomini, Pompeyo Oliva, Vincenzo Clerico, Ignacio Burk, Rafael Isidro Briceño, Francisco Fernández Galán, Pedro Emilio Carrillo y la lingüista Natalia Rossi de Tariffi, quien en su libro “América cuarta dimensión: los etruscos salieron de los Andes”, expone la ciencia de la lexicogenética, que desentraña y encuentra el significado original de las palabras.

### Arquitectura
Entre sus construcciones notables figuran la Iglesia San Juan Bautista, templo de estilo neo-gótico creado bajo la dirección de los Pbros. Guillermo José Parra y José Humberto Contreras llamada cariñosamente "La catedral" aunque no lo se debe a que la catedral está en Trujillo, la capital del estado. Uno de sus Puentes más antiguos y resistentes es el construido sobre el Río Motatàn en la vía que conduce a Carvajal y Trujillo. Se levantó en el año 1934 por el Ingeniero Civil y maestro de obra Ángel Tognetti. Estuvo inactivo por unos dos años mientras era reconstruido habiendo sido reinaugurado en 2013.
Valera posee modernas edificaciones comerciales, Ateneo, Hoteles, Avenidas, el Parque de los Ilustres y el Parque Ferial Agropecuario, bautizado con el nombre de sus fundadores. La ciudad moderna extendió sus brazos por los cañaverales La Plata, San Luis y Morón, en la parte Norte. Al sur se eliminaron los cactus y la vegetación rastrera, creándose una elegante urbanización, Las Acacias. El Parque Los Ilustres no cumple las expectativas en cuanto a tamaño y se están promoviendo dos nuevos parques: uno en el Cañón de las Acacias al lado de la Avenida Bolivariana contiguo al cerro, que a su vez debe ser decretado monumento natural y Zona protectora de Valera. El otro debería estar a los lados de la nueva Avenida Bicentenario y llamado Parque metropolitano como lo promovió el fallecido Dr. Bazó.
Por el este se hizo populosa en el barrio El Milagro, y por el oeste hizo brotar barrios en las colinas, en los cerros y la Urbanización San Antonio.

## Símbolos

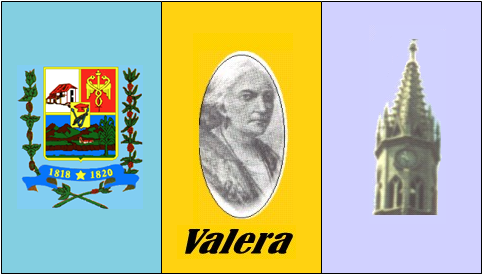
Bandera anterior del Municipio Valera
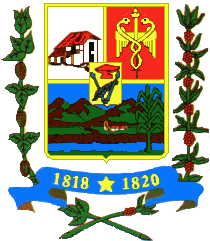
Escudo del Municipio Valera
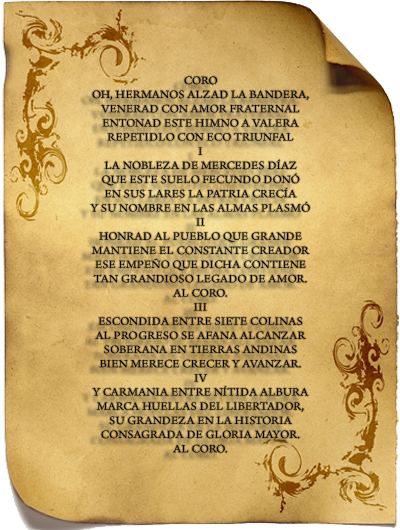
Himno del Municipio Valera

## Política y gobierno

### Alcaldes
| Período     | Alcalde                | Partido político / Alianza | % de votos | Notas |
| ----------- | ---------------------- | -------------------------- | ---------- | --- |
| 1989 - 1992 | Enrique Catalán        | AD                         | 47,74      | Primer alcalde bajo elecciones directas                                                                                           |
| 1992 - 1995 | Antonio Pérez Quintero | COPEI                      | 37,84      | Segundo alcalde bajo elecciones directas (No culminó su Periodo)                                                                  |
| 1995        | Segundo Briceño        | COPEI                      | -          | (Alcalde encargado.) |
| 1995 - 1998 | Francisco Marval       | AD                         | -          | Tercer alcalde bajo elecciones directas                                                                                           |
| 1998 - 2000 | Rigoberto Rondón       | AD                         | -          | (Alcalde encargado tras la renuncia del alcalde Francisco Marval)                                                                 |
| 2000        | Nílver Torres          | INDEPENDIENTE              | -          | (Alcalde encargado) (se realizaron elecciones generales adelantadas en el 2000 debido a la aprobación de la Constitución de 1999) |
| 2000 - 2004 | Alí Quintero           | MVR                        | 61,95      | Cuarto alcalde bajo elecciones directas                                                                                           |
| 2004 - 2008 | Alí Quintero           | MVR                        | 70,03      | Reelecto |
| 2008 - 2013 | Temístocles Cabezas    | PSUV                       | 47,80      | Quinto alcalde bajo elecciones directas (se postergan 1 año las elecciones municipales pautadas para finales del 2012)            |
| 2013 - 2017 | José Karkom            | VP/MUD                     | 49,60      | Sexto alcalde bajo elecciones directas                                                                                            |
| 2017- 2021  | Iroschima Vásquez      | PSUV                       | 80,71      | Séptima Alcaldesa bajo Elecciones Directas                                                                                        |
| 2021- 2025  | Angie Quintana         | PSUV                       | 44,87      | Octava Alcaldesa bajo Elecciones Directas                                                                                         |

### Concejo municipal
Período 1989 - 1992
| Concejales:              | Partido político / Alianza |
| ------------------------ | -------------------------- |
| Francisco Marval         | AD                         |
| Hotencio Hernández       | AD                         |
| Honoria Vieras           | AD                         |
| Argenis Marín            | AD                         |
| Antonio Pérez Quintero   | COPEI                      |
| Salvador Villegas Cortéz | COPEI                      |
| Augusto Morillo          | COPEI                      |
| Segundo Briceño          | COPEI                      |
| Alí Quintero             | MAS                        |

Período 1992 - 1995
| Concejales:     | Partido político / Alianza |
| --------------- | -------------------------- |
| Cenys Salcedo   | COPEI                      |
| Ovidio Torres   | COPEI                      |
| Carlos Gil      | COPEI                      |
| Segundo Briceño | COPEI                      |
| Coromoto Romero | COPEI                      |
| Aura Rosa Gil   | AD                         |
| Ramón Araujo    | AD                         |
| Pedro Briceño   | AD                         |
| Alí Quintero    | MAS                        |

Período 1995 - 2000
| Concejales:      | Partido político / Alianza |
| ---------------- | -------------------------- |
| Rafael Rodríguez | AD                         |
| Delia Barrueta   | AD                         |
| Pedro Bracamonte | AD                         |
| Rigoberto Rondón | AD                         |
| Guillermo Araújo | AD                         |
| Oscar Palencia   | CONVERGENCIA               |
| Cornelio Matheus | CONVERGENCIA               |
| Erasmo Fernández | COPEI                      |
| Nilver Torres    | INDEPENDIENTE              |

Período 2000 - 2005
| Concejales:             | Partido político / Alianza |
| ----------------------- | -------------------------- |
| Jesus Toro              | MVR                        |
| Hermes Briceño          | MVR                        |
| Jhony Perselo           | MVR                        |
| Jhony Estrada           | MVR                        |
| Guido Mancini           | MVR                        |
| Luis Alberto Pacheco    | MVR                        |
| Guillermo Milano        | MVR                        |
| Antonio Guillén         | MAS                        |
| Luis Guillermo Espinosa | AD                         |

Período 2005 - 2013
| Concejales:         | Partido político / Alianza |
| ------------------- | -------------------------- |
| Regulo Briceño      | MVR                        |
| Jesus Toro          | MVR                        |
| Bonipablo Mujica    | MVR                        |
| Curia Romero        | MVR                        |
| Gerardo Torrealba   | MVR                        |
| Eleazar Butriago    | MVR                        |
| Ramon Alarcón       | MVR                        |
| Maria Elodia Blanco | MVR                        |
| Jesus Leal          | MVR                        |

Período 2013 - 2018:
| Concejales        | Partido político / Alianza |
| ----------------- | -------------------------- |
| Jairo Bastidas    | PSUV                       |
| Jesús Gutiérrez   | PSUV                       |
| Jaime Montilla    | PSUV                       |
| Yelitza Briceño   | PSUV                       |
| Geovanny Ojeda    | PSUV                       |
| Diovani González  | PSUV                       |
| Alejandro Segovia | MUD                        |
| Nadia Karkom      | MUD                        |
| Pedro Araujo      | MUD                        |

Período 2018 - 2021
| Concejales:      | Partido político / Alianza |
| ---------------- | -------------------------- |
| German Lares     | PSUV                       |
| María Maldonado  | PSUV                       |
| Jhony Montilla   | PSUV                       |
| Bruno Rivero     | PSUV                       |
| Josue Montilla   | PSUV                       |
| Ermelinda Lobo   | PSUV                       |
| Matilde Graterol | PSUV                       |
| Leonardo Anzola  | PSUV                       |
| Siobe Mejías     | PSUV                       |

Período 2021 - 2025
| Concejales:      | Partido político / Alianza |
| ---------------- | -------------------------- |
| Mauro Araujo     | PSUV                       |
| German Lares     | PSUV                       |
| Andreina Vielma  | PSUV                       |
| Siobe Mejia      | PSUV                       |
| Rafael Torrealba | PSUV                       |
| Luis González    | MUD                        |
| Luis Reyes       | MUD                        |
| Rafael Peña      | MUD                        |
| Maria Guerrero   | PV                         |